# انتفاضة شوتشو
كانت انتفاضة شوتشو هي واحدة من العديد من الثورات المسلحة التي قامت في فترة موروماتشي، وكانت أول ثورة يطلقها الفلاحون. وقعت خلال الفترة بين أغسطس وسبتمبر من عام 1428، والتي كانت (وفقًا للتقويم الياباني القديم) أول عام لـ شوتشو، وقد كان يطلق عليها كذلك اسم شوشو نو توكوساي إيكي، أي ثورة إلغاء ديون شوتشو.
مع تزايد القلق الاجتماعي نتيجة وفاة أشيكاغا يوشيموتشي، بسبب سوء الحصاد بسبب سوء الأحوال الجوية منذ العام الماضي، وبسبب وباء مرض الأيام الثلاثة (ربما الكوليرا )، طالب سائقو عربات الباشاكو في أوتسو وساكاموتو في إقليم أومي بتأجيل تحصيل الديون.
وقد انتشرت هذه الثورة وامتدت لتغطي كل أرجاء كيناي، حيث قام الفلاحون في مختلف أرجاء المنطقة، والذين كانوا يكافحون من أجل تسديد الديون الواجبة عليهم، بإجراء «تخفيف مستقل لأعباء الديون» من خلال نهب التجار ومخازن سماسرة المال والمعابد. والأساس الذي قامت عليه فكرة «التخفيف المستقل لأعباء الديون» يفترض أن تتمثل في تخفيف حدة الديون في فترة انتقال السلطة من شوغون إلى آخر "daigawari no tokusei".
وقد تأثر الحكم العسكري بشدة بذلك، وقرر قمعه بموجب أوامر من كانري ميتسوي هاتاكياما. كما أرسل رئيس ساموراي دوكورو، أكاماتسو ميتسوسوكي، كذلك قوات من لديه. ومع ذلك، فإن قوة التمرد لم تتضاءل، بل إنهم قاموا كذلك باجتياح كيوتو في سبتمبر، كما انتقل التمرد كذلك إلى نارا.
وقد قام الراهب جينسون بتسجيل الإدخال التالي حول الثورة في صحيفته اليومية، دايجوين نيكي موكوروكو. «في عام شوتشو الأول، وفي الشهر التاسع، اندلعت ثورة قام بها العوام. وقد طالبوا بتخفيف الديون، وقاموا بتدمير متاجر الخمور ومتاجر الرهن والمعابد التي شاركت في الربا. وقد أخذوا كل ما وقعت أيديهم عليه، وقاموا بإلغاء الديون. وقد قام كانري ميتسوي هاتاكياما بقمع تلك الثورة. لا يوجد أي أمر أكثر من هذا الحادث يمكن أن يدمر دولتنا. وتلك كانت المرة الأولى منذ تأسيس اليابان تحدث فيها ثورة للعوام.» 
وفي النهاية، لم يصدر حكم موروماتشي العسكري أمرًا بإلغاء الديون، إلا أنه نظرًا لتدمير أدلة الديون التي كان الفلاحون مدينين بها أثناء أعمال السلب والنهب، فإن حركة «التخفيف المستقل لأعباء الديون» قد حققت هدفها الفعلي. وبالإضافة إلى ذلك، قام كوفوكو جي في محافظة ياماتو بشكل رسمي بإلغاء الديون لأنها حولت كل المناطق في محافظته بشكل فعلي إلى ملك خاص له، ومارس السلطة عليها كونه حاكمًا لها، وقد كانت لهذه الأوامر سلطة رسمية إلزامية، وتم تنفيذها. ومن أمثلة تلك الأوامر ياجيو نو توكوسي هيبون، والذي كتب على نصب تذكاري حجري.